# Ginés de Lara
Dom Ginés da Lara e Montalbán, é tido como um dos últimos Templários do Mosteiro de São Paulo, em Soria, onde viveu por volta de 1317. Incertas são as datas de seu nascimento e morte. Sabe-se que viveu algum tempo no monastério soriano de São Paulo Santo Pólo, onde aprendeu as artes e foi iniciado como Cavaleiro do Graal. Por esta ocasião ele foi assistido pela filha do fundador do monastério que o acompanhou durante seus estudos e estadia. Sabe-se também que o Adytum dos Cavaleiros ou sua sagração ocorreu durante um eclipse lunar.

## Biografia
Ginés era um burgalês, descente da nobre família de Lara e de outras nobres famílias castelhanas, era o filho unigênito do cavaleiro Nuno de Lara e Mencía de Montalbán, cujos antepassados maternos e paternos remontavam a Fernão Gonçalves, cuja notoriedade fez dele o coração e a alma da pátria espanhola e a cuja lenda achava-se esculpida em um escudo da praça de Riaza, onde se lia ’’Potius morri quam foedare’’ ou ‘’Antes morrer que macular-se’’.
Ginés ficou órfão de mãe instantes após seu nascimento e seu pai, tempos depois, desapareceu misteriosamente na Concha de Pinheiral, junto à Serra Mencilla, no trecho entre Barbadillo del Pez, Tañabueyes e Tinieblas e a Serra de la Demanda. Seu pai era um ocultista, pesquisador das ciências naturais ou alquimista. A partir de então ele foi criado pelo ourives Gonzalo Fernández, amigo de seu pai. Ginés aprendeu e praticou a arte da ourivesaria, agregando também aos seus estudos, a alquimia e o ocultismo. Tornou-se assim, a exemplo do pai, um pesquisador e um explorador ao percorrer as regiões desde Moncayo até a fronteira portuguesa. Tornou-se um pesquisador de textos antigos e sagrados dos monastérios (1-2-3-4-5-6-7) que encontrava em suas viagens. Tornou-se assim um bibliófilo, um conhecedor profundo das antigas origens de Castela e Leão e lugares, posteriormente suscitados por Sánchez Moguel, e também estudou as tradições alexandrinas dos ‘’filaleteos’’ ou "amantes da verdade", fundada pelos neoplatônicos Amônio Sacas e Plotino. Travou conhecimento hermético trazido do Líbano para e a Europa pelos cavalheiros cruzados Hugo de Payens e Godofredo Saint-Hilaire.
Pouco depois Ginés emprrendeu uma jornada pelo rio Douro acima partindo de Villaciervos até a Serra de Cabrejas, numa altitude de mil metros na Vinuesa, daí desceu pela Covaleda e Duruelo até onde nasce o rio sagrado, próximo à célebre Lacuna Negra de Urbión, na folclórica e lendária região mencionada como os Sete Infantes de Lara. Dali ele partiu deixando serras nevadas de Cebollera, Urbión e Neila, numa altitude de dois mil metros, adentrando pela embocadura do rio Arlanza. Ginés aprendeu e seguiu a regra do Graal que diz: A história verdadeira do Santo Grial, meu filho, está escrita nas estrelas e tem aqui seu fundamento…
Depois disto Ginés saiu do lago da Demanda e retornou ao monastério de São Paulo onde concluiria seus estudos, e onde, já senhor de uma extrema erudição, tornou-se o Comendador ou Dirigente da Ordem.
Todavia, por esta época, os Templários eram perseguidos por Felipe o Belo, rei francês e pelo papa Clemente V, em cujo pontificado deu-se o Concílio de Viena que suprimiu a Ordem dos Cavaleiros do Templo. As bulas papais, editadas por Clemente V, Regnans in coelis de (12 de agosto de 1308) dá conhecimento aos monarcas cristãos do processo movido contra os Templários, e a Callidi serpentis vigil de (dezembro de 1310) decreta a prisão dos mesmos. O que se pretendia, entretanto, não era de fa(c)to a supressão da Ordem em primeiro plano e sim as riquezas que ela possuía entre tesouros e propriedades. Tudo culminou com a condenação e a morte de Jacques de Molay, o Grande mestre da Ordem, em 1314 em frente à Nova ponte de Paris, junto com outros chefes da Ordem. Na Inglaterra e em outros países dava-se o mesmo: a Ordem era suprimida e os Chefes condenados e mortos, ao passo que em Castela e Portugal eram absolvidos. Porém, em pouco tempo a Ordem foi definitivamente suprimida e seus adeptos se incorporaram a outras Ordens religiosas, priorados e encomendas, como os de Ponferrada, Quintanar, etc.,
Grande parte dos adeptos do monastério de São Paulo, incorporaram-se ao Hospital de Burgos, construído um século antes por Alfonso VIII de Castela, a pedido dos Cavaleiros de Calatrava.
Apesar desta (aparente) subordinação exigida pelas leis, Ginés de Lara e os adeptos da Ordem, do Douro, provavelmente permaneceram fieis às regras e ensinamentos da Ordem, agora, de um modo sigiloso inexistente a qualquer suspeição.

## Ligações externas

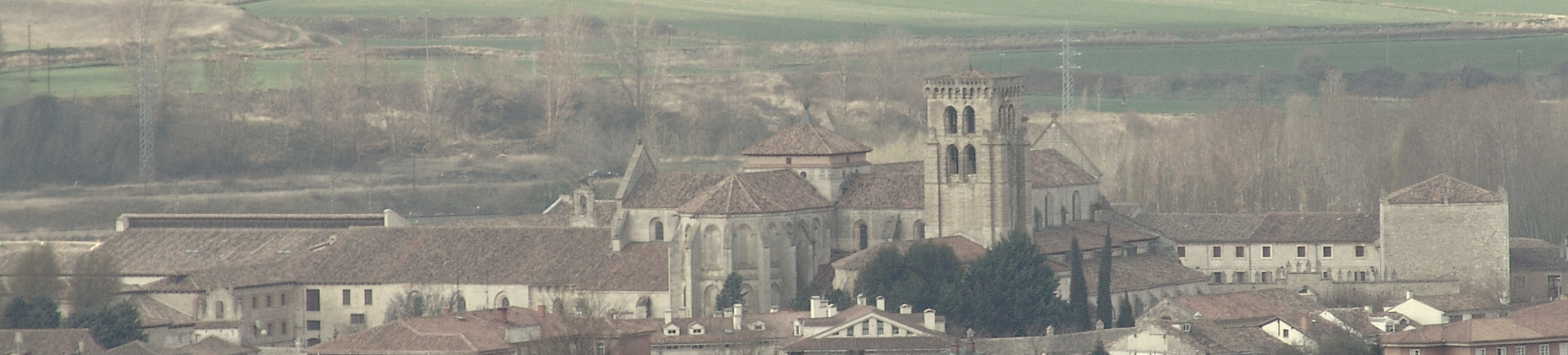
O Monastério de Las Huelgas em Burgos

## Castelos da Ordem dos Cavaleiros do Templo na Espanha
- Castelo da Lúa -
- Castelo de Ascó - 1173
- Castelo de Barberà - 1143
- Castelo de Castellote -
- Castelo de Chalamera - 1143
- Castelo de Granyena - 1131
- Castelo de Gardeny -
- Castelo de Monreal del Campo -
- Castelo de Montesa -
- Castelo de Monzón - 1143
- Castelo de Peníscola - 1294
- Castelo de Ponferrada - 1178
- Castelo de Sória - 1128
- Castelo de Xivert - 1169